# Plage Rouge (Santorin)
La plage Rouge est une plage de sable volcanique située sur l'île de Santorin dans l'archipel des Cyclades en Grèce. La plage est connue pour son sable rougeâtre, et est réputée pour être une attraction touristique populaire.  

## Description
Le sable de la plage est composé de roche volcanique pulvérisée noire et rouge provenant de la caldeira voisine de Santorin. La plage rouge est accessible depuis Akrotiri, à proximité. La zone est sujette aux glissements de terrain et, depuis 2013, certaines parties de la plage sont inaccessibles en raison de ces glissements de terrain'.

## Galerie

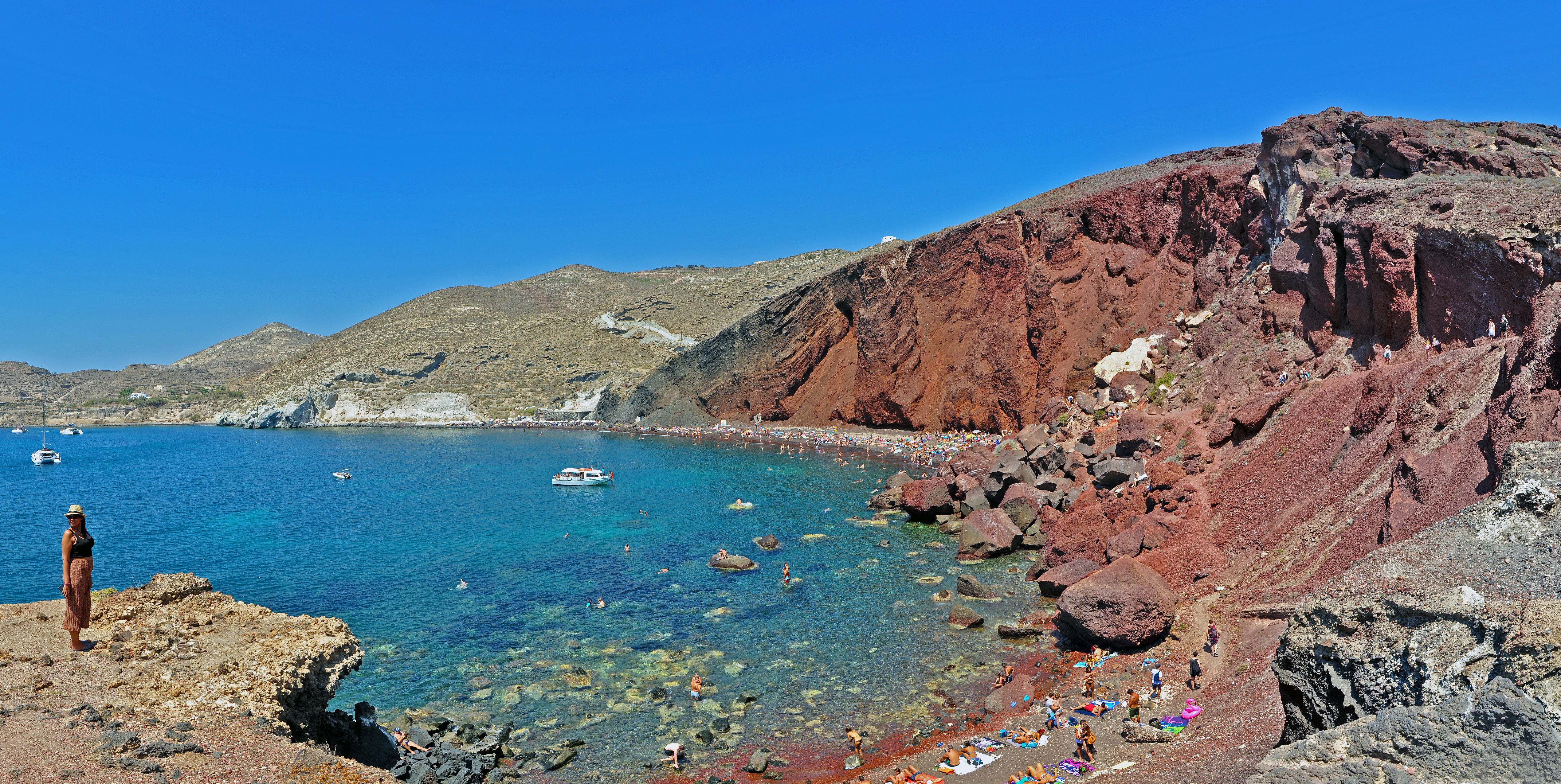
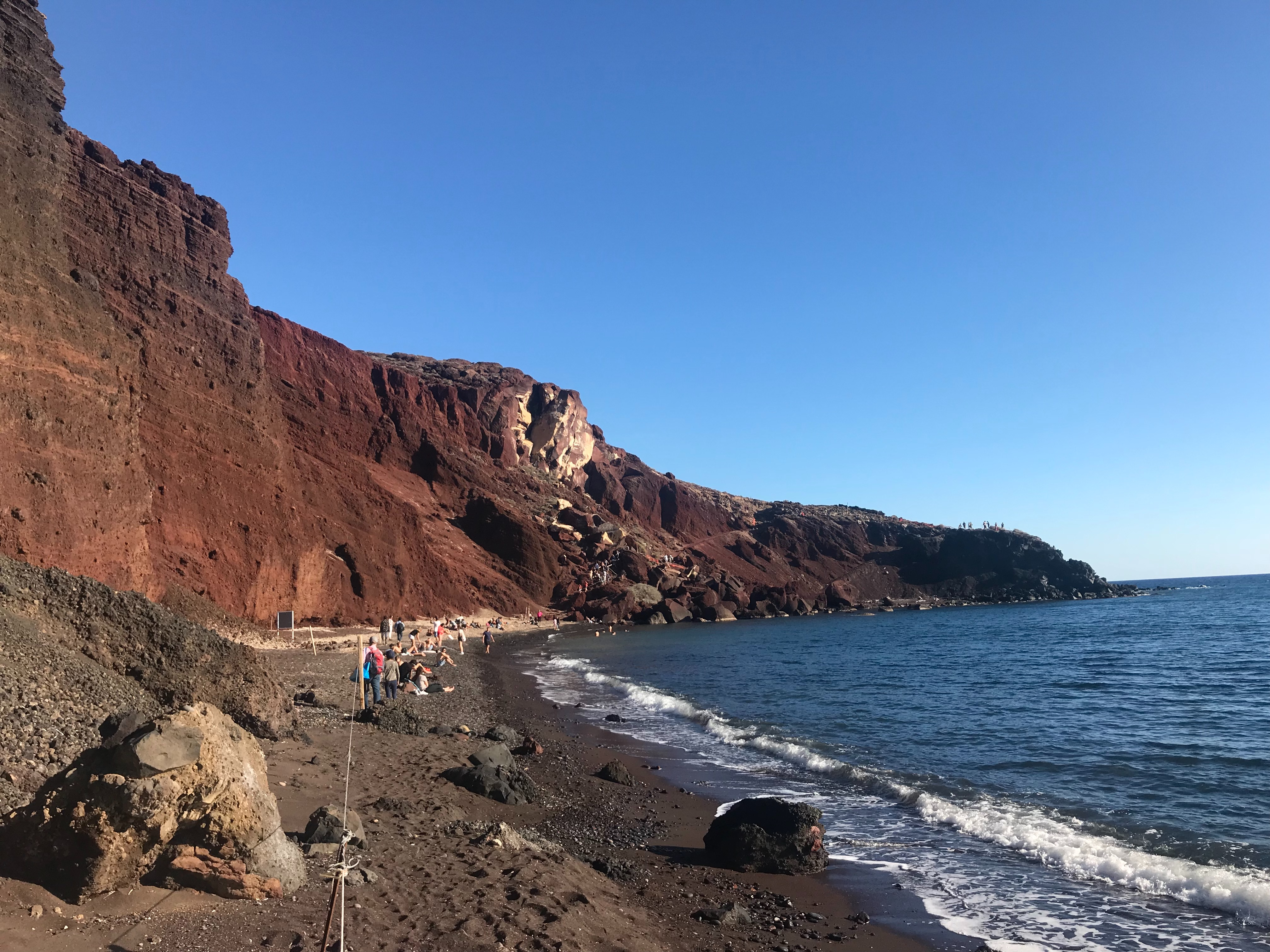
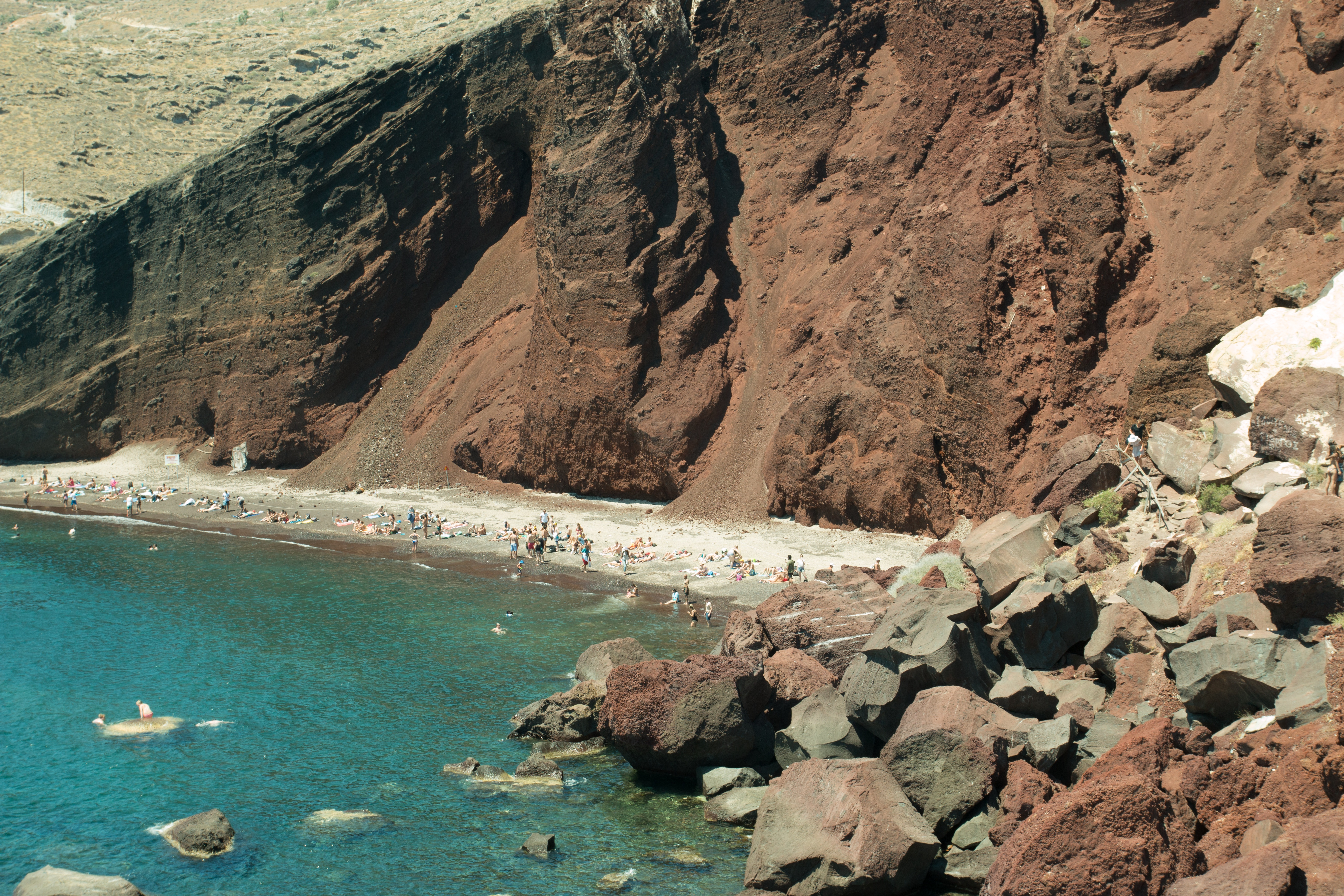